# Хлеб наш насущный (фильм, 2005)
«Хлеб наш насущный» (англ. Our Daily Bread, нем. Unser täglich Brot) — документальный фильм об использовании различных гаджетов и технологий, значительно повышающих эффективность производства в сельскохозяйственных компаниях, снятый в 2005 году.
В фильме не используются комментарии или интервью. Названия компаний в самом фильме не упоминаются.

## Производство пищи
В фильме сняты различные процессы выращивания растений и животных, а также переработки пищи (порядок не соответствует порядку сцен в фильме):
- Осеменение коров и свиней
- Убой кур, свиней и коров
- Содержание коров и свиней
- Кастрация поросят
- Дойка коров
- Куриные инкубаторы
- Производство куриных яиц
- Вылов и переработка рыбы
- Выращивание и сбор огурцов, помидоров, перца, яблок, оливок
- Добыча соли в шахте

## Награды
- Гран-при, Международный фестиваль фильмов на экологическую тематику в Париже, 2006
- Экокамера, Международный фестиваль документальных фильмов в Монреале, 2006
- Лучший фильм, Международный фестиваль фильмов на экологическую тематику в Афинах, 2006
- Почётное упоминание, Специальный приз жюри, Международный фестиваль документальных фильмов в Торонто, 2006
- Специальный приз, Международный фестиваль документальных фильмов в Ньоне, 2006:
- Специальный приз жюри, Международный фестиваль документальных фильмов в Амстердаме, 2005[4]